# Waldnaab
Waldnaab er en biflod fra venstre/øst, og den længste kildeflod til Naab i Oberpfalz (Bayern, Tyskland).
Waldnaab og Naab er tilsammen 165 km lang.

## Flodens løb
Floden har sit udspring ved den tysk-tjekkiske grænse i Oberpfälzer Wald 49°45′48″N 12°24′25″Ø / 49.76333°N 12.40694°Ø i nærheden af det 901 meter høje Entenbühl og dets mindre 'bror', Naabberg, der er 853 meter. Kilden kaldes Kreuzbrunnen (Korsbrønden) og ligger i Landkreis Tirschenreuth i nærheden af Silberhütte. Fra kildebrønden løber vandet knap tre meter på tysk grund, før den som Lesní Nába tager en kilometer lang udflugt ind i det vestlige Böhmen men flyder mod nordvest tilbage til Bärnau.
Den første landsby Waldnaab, løber den igennem efter at den er kommet ud af skoven. I Bärnau drejer Waldnaab mod vest for cirka halvejs mellem Bärnau og Thanhausen, nord for Plößberg, at løbe gennem den 88 ha store opstemmede sø Liebenstein. Derefter vender den nordover og når Tirschenreuth, hvor den atter drejer mod vest og løber i talrige slyngninger gennem det sørige Waldnaabaue. Videre forbi Burg Falkenberg ved Falkenberg, hvor floden når den mod sydvestløbende klipperige Waldnaabtal, hvor den lille flod på de næste 12 kilometer viser sig fra sin smukkeste side.
Efter Waldnaabtal ved Neuhaus/Windischeschenbach munder den lille flod Fichtelnaab, der kommer fra nordvest, ud i floden. Derfra løber Waldnaab mod syd, langs motorvejen A 93 og B 15 gennem Neustadt, Altenstadt og Weiden, hvor den fra vest modtager Schweinenaab og videre gennem Luhe-Wildenau. Der løber den ved landsbyen Unterwildenau sammen med Haidenaab og fortsætter derfra som Naab 49°36′10.7″N 12°7′57.01″Ø / 49.602972°N 12.1325028°Ø, der ved Regensburg-Mariaort løber ud i Donau.

## Waldnaabdalen
Waldnaabdalen er på grund af den afvekslende natur et velbesøgt vandreområde. Eroderet granit har i dette naturbeskyttelsesområde skabt talrige klippeformationer som Kammerwagen, Tischstein eller Butterfass. Der er også tre voldsteder fra tidligere klippeborge, Altneuhaus, Herrenstein og Schwarzenschwal i dalen.

## Literatur
- Die Naab – mit Waldnaab, Fichtelnaab, Haidenaab. 144 Sidern, Pustet, Regensburg.(ISBN 3-7917-1915-7)